# Kartuša
Kartuša je pokončen oval z ravno črto pod njim, ki je v egipčanski hieroglifski pisavi označeval faraonovo ime. Tako  označevanje se je začelo na začetku četrte dinastije med vladavino faraona Sneferuja. Ponekje so kartuše napisane tudi vodoravno. V takih zapisih je vodoravna črta napisana pokončno na levi strani ovala. V egipčanščini se je kartuša imenovala šenu in je bila v bistvu raztegnjen obroč šen − stilizirana zanka vrvi. V obdobju demotske pisave so se kartuše pisale kot oklepaji s pokončno črto. 
Od petih kraljevskih imen sta se v kartuši pisali faraonovo prestolno ime (prenomen) in rojstno ime (nomen).
V kartuši so se sprva pisala samo imena faraonov. Oval okoli imena je bil simbolična zaščita pred zlimi duhovi v zemeljskem in posmrtnem življenju. Kasneje je kartuša postala simbol zaščite pred zlom. Stari Egipčani so verjeli, da tisti, katerega ime je zapisano v kartuši, po smrti ne bo izginil. To vlogo so imele kartuše na krstah in sarkofagih.
Včasih so se v grobove polagali tudi amuleti s kartušami z imeni faraonov. Tovrstni pridatki so arheologom pogosto olajšali datiranje groba in njegove vsebine. V nekaterih obdobjih egipčanske zgodovine so se izogibali pisanja amuletov z imeni, ker so se bali, da bodo prišli v roke nekomu,  ki bo dobil oblast nad nosilcem imena.

## Etimologija
Izraz kartuša so prvi uporabili Napoleonovi vojaki, ki so opazili, da se simbol pogosto ponavlja na faraonskih ruševinah in so v njem videli podobnost s podolgovatim zavitkom smodnika za svoje strelno orožje (francosko cartouche).

## Hieroglifakartušainpolovična kartuša
Na kamnu iz Rosette se hieroglif kartuša na Gardinerjevem seznamu hieroglifov, označen z V10,  uporablja za besedo ime (egipčansko rn).  Hieroglif polovična kartuša se je na Gardinerjevem seznamu hieroglifov, označenem z V11,  v egipčanščini uporabljal za besede, ki so pomenile  rezati, deliti ali ločiti. Kartuše z imeni faraonov na kamnu iz Rosette so Jeanu-Françoisu Champollionu omogočile dešifriranje hieroglifov.

## Vir
- E.A. Wallis Budge (1929): The Rosetta Stone, Dover Publications, Dover edition, 1989, ISBN 0-486-26163-8.